# House of the Dead 2
Pour l’article homonyme, voir The House of the Dead 2.
Série
House of the Dead
(2003) Dead and Deader
(2006)
Pour plus de détails, voir Fiche technique et Distribution.
House of the Dead 2 est un téléfilm d'horreur américain réalisé par Michael Hurst (it), d'abord projeté le 14 octobre 2005 au Festival international du film de Catalogne, puis diffusé le 11 février 2006 sur Sci Fi Channel. C'est la suite de House of the Dead (2003).

## Synopsis
Une infection contagieuse transmise par des zombies se répand sur un campus. Une agence gouvernementale nommée l'AMS est dépêchée pour trouver le patient zéro, le zombie à l'origine de l'infection, dans le but de trouver un vaccin. Pour ce faire, l'équipe de l'AMS est protégée par un groupe de soldats entrainés.
Une fois sur place, le spectacle est macabre, cadavres jonchant le sol, hordes de zombies affamés...

## Fiche technique
- Réalisation : Michael Hurst
- Scénario : Mark A. Altman, d'après une histoire de Peter Scheerer et Michael Roesch
- Société de production : Mindfire Entertainment, Lionsgate
- Genre : horreur
- interdit aux moins de 12 ans

## Distribution
- Emmanuelle Vaugier : Alexandra « Nightingale » Morgan
- Ed Quinn : Ellis
- Sticky Fingaz : Dalton
- Steve Monroe : O'Conner
- Victoria Pratt : Henson
- James Parks Bart : James Jean Parks
- Billy Brown : Griffin
- Nadine Velazquez : Rodriguez
- Mircea Monroe : Sarah Curtis
- Ellie Cornell : Jordan Casper
- Jonathan Cherry : Rudy Curien (archives)
- Danielle Burgio : Alicia/Patient Zero (archives)
- Sid Haig : Professeur Curien